# إيبز راندولف
إيبز راندولف (بالإنجليزية: Epes Randolph)‏ هو مهندس أمريكي، ولد في 16 أغسطس 1856 في مقاطعة لونينبرغ في الولايات المتحدة، وتوفي في 22 أغسطس 1921 في توسان في الولايات المتحدة.